# Romana Favier
Romana Favier Zorzut, slovenska slikarka, * 26. april 1930, Vedrijan.

## Življenje in delo
Romana Favier, rojena Zorzut, je osnovno šolo obiskovala v Biljani, kmalu po 2. svetovni vojni se je zaposlila v Gorici. Leta 1951 se je preselila v Avstralijo, kjer se je poročila z Avstralcem francoskega rodu, televizijskim scenografom Francisom Fevierjem. Slikati je začela okoli leta 1960. V prvih delih, ko je bilo prisotno domotožje je slikala briško pokrajino, kasneje tudi avstralske motive. Slikarsko znanje je izpopolnjevala na melburnski slikarski šoli George Bell. Večkrat se je vrnila v domače kraje in potovala po Evropi. Leta 1978 je študijsko obiskala Nemčijo, Francijo in Španijo. Od 1967 je večkrat sodelovala na skupinskih in pripravila tudi več samostojnih razstav tako v Avstraliji kot tudi v Evropi (Velenje, 1976 in 1988; Kanal ob Soči, 1978/1979 in 1987; Šempeter pri Gorici, 1986; Dobrovo, 1987; Trst, 1988 in Dietzenbach /Nemčija/, 1987in 1988). Ustvarja predvsem v olju, pri čemer izbrani predmet uporablja predvsem kot barvni in svetlobni pojav, zato z barvami ne skopari, marveč jih na platno nanaša v debelih plasteh in z odločno slikarsko kretnjo. Najraje slika pejsaže, tihožitja in portrete.